# Яблуневий провулок (Київ)
Яблу́невий прову́лок — провулок у Солом'янському районі міста Києва, місцевість Совки. Пролягає від Яблуневої вулиці до кінця забудови (яр). 

## Історія
Провулок виник у середині XX століття під назвою 161-а Нова. Сучасна назва — з 1955 року.